# Ding Yaping
Ding Yaping (chinesisch 丁亞萍 / 丁亚萍, Pinyin Dīng Yàpíng; * 13. April 1967 in Ningbo, Provinz Zhejiang, Volksrepublik China) ist eine deutsche Tischtennisspielerin, die für China zwei Bronzemedaillen bei Weltmeisterschaften gewann (1989, 1991).

## Erfolge
Ding war Mitglied des chinesischen Nationalteams und holte bei den Weltmeisterschaften 1989 und 1991 jeweils eine Bronzemedaille im Doppel mit Junko Haneyoshi. 1990 gewann sie die US-Open im Einzelwettbewerb. Aus China kam die gelernte Industriekauffrau 1992 als Zehnte der Weltrangliste nach Deutschland zur TSG Dülmen, wo sie bis 1996 spielte und 1995 deutscher Mannschaftsmeister wurde. Über Assistance Coesfeld (1996) wechselte sie 2000 zum TSV Betzingen, mit dem sie 2001 den ETTU Cup gewann. In den Anfangsjahren der 2000er war sie „die erfolgreichste Spielerin im deutschen Oberhaus“. Als Betzingen die Mannschaft aus der Bundesliga zurückzog, wechselte Ding 2005 nach Langweid und wurde hier gleich in ihrer ersten Saison erneut deutsche Mannschaftsmeisterin. Noch im Juli 2006 war Ding Yaping die Nummer eins der deutschen Rangliste.
2008/09 spielte sie bei Hannover 96, danach bei Hassia Bingen (seit 2011 TTG Bingen / Münster-Sarmsheim). 2016 gewann sie die Seniorenweltmeisterschaft in der Altersklasse Ü40. 2018 verließ sie Deutschland Richtung Frankreich, ein Jahr später kehrte sie in die Bundesliga zu SV DJK Kolbermoor zurück. Zur Rückrunde der Saison 2021/22 wechselte sie zum ttc berlin eastside.
Bei der Seniorenweltmeisterschaft in Rom 2024 wurde Ding Yaping Weltmeisterin im Einzel und im Doppel in der Klasse Ü55.

## Spielweise
Ding Yaping ist Abwehrspielerin, kann aber auch mit Vor- und Rückhand schießen. Sie spielt mit der Shakehand-Schlägerhaltung, auf der Rückseite des Schlägers spielt sie mit Noppen außen.

## Privat
Ding Yaping ist verheiratet mit Zhu Xiaoyong, einem ehemaligen Tischtennisprofi. Sie hat eine Tochter, Zhu Wenli (* 1998). Ding absolvierte bis 2005 erfolgreich eine Ausbildung zur Industriekauffrau.

## Turnierergebnisse
Quelle: ITTF-Datenbank
| Verband | Veranstaltung     | Jahr | Ort        | Land | Einzel    | Doppel     | Mixed        | Team |
| ------- | ----------------- | ---- | ---------- | ---- | --------- | ---------- | ------------ | ---- |
| CHN     | Asian Cup         | 1989 | Peking     | CHN  | 5         |            |              |      |
| CHN     | Weltmeisterschaft | 1991 | Chiba City | JPN  | letzte 16 | Halbfinale | keine Teiln. |      |
| CHN     | Weltmeisterschaft | 1989 | Dortmund   | FRG  | letzte 16 | Halbfinale | letzte 128   |      |